# わが愛は山の彼方に
『わが愛は山の彼方に』（わがあいはやまのかなたに）は、豊田四郎監督の映画。製作は東宝。1948年5月25日公開。10巻、2772m、白黒。
原作は高橋實『希望の生活－若き医学者の手記』（1946年、岩崎書店）で、映画公開時に『わが愛は山の彼方に』と改題再刊されている。

## スタッフ
- 製作 - 田中友幸
- 監督 - 豊田四郎
- 脚本 - 山形雄策
- 撮影 - 三浦光雄
- 音楽 - 早坂文雄
- 美術 - 久保一雄
- 録音 - 長岡憲治
- 照明 - 田畑正一

## 出演
池部良、三浦光子、中北千枝子、志村喬、河崎保、河野秋武、菅井一郎、久我美子。

## テレビドラマ
本作を原作とするテレビドラマが、1962年2月27日に『シャープ火曜劇場』（フジテレビ）で放送。脚色：内藤保彦。出演：木村功、雪代敬子、織本順吉、恩田清二郎、真山知子、川合伸旺、清村耕次、梅津栄、青木義郎、穂高稔、重富孝男。
| フジテレビ シャープ火曜劇場 | フジテレビ シャープ火曜劇場         | フジテレビ シャープ火曜劇場 |
| 前番組                      | 番組名                              | 次番組                      |
| --------------------------- | ----------------------------------- | --------------------------- |
| 女中っ子                    | わが愛は山の彼方に （テレビドラマ） | 安城家の舞踏会              |

## 参考資料及び外部リンク
- 日本映画データベースの内容

| スタブアイコン | サブスタブ | この項目は、まだ閲覧者の調べものの参照としては役立たない、映画に関連した書きかけの項目です。この項目を加筆・訂正などしてくださる協力者を求めています（P:映画/PJ:映画）。 |